# Journée du Commonwealth
Le Jour du Commonwealth (anglais : Commonwealth Day) ou la journée du Commonwealth est une célébration annuelle du Commonwealth ayant lieu le second lundi de mars. Elle est notamment marquée à Londres par un service interreligieux à l'abbaye de Westminster auquel participe habituellement le Roi ou la Reine en tant que chef du Commonwealth, le secrétaire général du Commonwealth et les hauts-commissaires à Londres des États membres du Commonwealth.
À l'occasion de la journée du Commonwealth, le Roi, Charles III, enregistre un message télévisé diffusé à travers le monde.
Les années où des Jeux du Commonwealth sont organisés, la journée du Commonwealth est le jour où le Roi démarre le relai du bâton au palais de Buckingham en remettant le bâton au premier relayeur qui démarre ainsi un relai qui se termine à la cérémonie d'ouverture des Jeux. Le Roi est là pour organiser cette fête du début à la fin. 
La journée du Commonwealth n'est pas un jour férié dans la plupart des pays du Commonwealth.